# Kuwejt na Letnich Igrzyskach Olimpijskich 1996
Kuwejt na Letnich Igrzyskach Olimpijskich 1996 reprezentowało 25 zawodników (sami mężczyźni). Był to 8 start reprezentacji Kuwejtu na letnich igrzyskach olimpijskich.

## Skład kadry

### Judo
Mężczyźni
- Saleh Al–Sharrah – waga do 71 kg – 17. miejsce,
- Mohamed Bu Sakher – waga do 95 kg – 31. miejsce,

### Lekkoatletyka
Mężczyźni
- Hamed Habib Sadeq – bieg na 100 m – odpadł w eliminacjach

### Piłka ręczna
Mężczyźni
- Abbas Al–Harbi, Abdul Ridha Al–Boloushi, Adel Al–Kahham, Bandar Al–Shammari, Ismael Shah Al–Zadah, Khaldoun Al–Khashti, Khaled Al–Mulla, Mishal Al–Ali, Naser Al–Otaibi, Qaied Al–Adwani, Salah Al–Marzouq, Salem Al–Marzouq – 12. miejsce

### Pływanie
Mężczyźni
- Thamer Al–Shamroukh – 200 m stylem dowolnym – 43. miejsce,
- Fahad Al–Otaibi – 100 m stylem grzbietowym – 49. miejsce,
- Sultan Al–Otaibi
  - 100 m stylem klasycznym – 45. miejsce,
  - 200 m stylem klasycznym – 37. miejsce,

### Podnoszenie ciężarów
Mężczyźni
- Redha Shaaban – waga do 99 kg – 26. miejsce,

### Skoki do wody
Mężczyźni
- Ali Al–Hasan – trampolina 3 m – 33. miejsce,
- Abdul Al–Matrouk – wieża 10 m – 35. miejsce,

### Strzelectwo
Mężczyźni
- Fehaid Al–Deehani
  - trap – 20. miejsce,
  - podwójny trap – 10. miejsce,
- Abdullah Al–Rashidi – skeet – 42. miejsce,

### Szermierka
Mężczyźni
- Abdul Muhsen Ali – floret indywidualnie – 42. miejsce,

### Tenis stołowy
Mężczyźni
- Dukhail Al–Habashi – gra pojedyncza – 49. miejsce